# Jednostka regionalna Imatia
Jednostka regionalna Imatia (nwgr.: Περιφερειακή ενότητα Ημαθίας) – jednostka administracyjna Grecji w regionie Macedonia Środkowa. Powołana do życia 1 stycznia 2011, zamieszkana przez 130 tys. ludności (2021).
W skład jednostki wchodzą gminy:
- Aleksandria (2),
- Nausa (3),
- Weria (1).